# Neokonstruktivismus

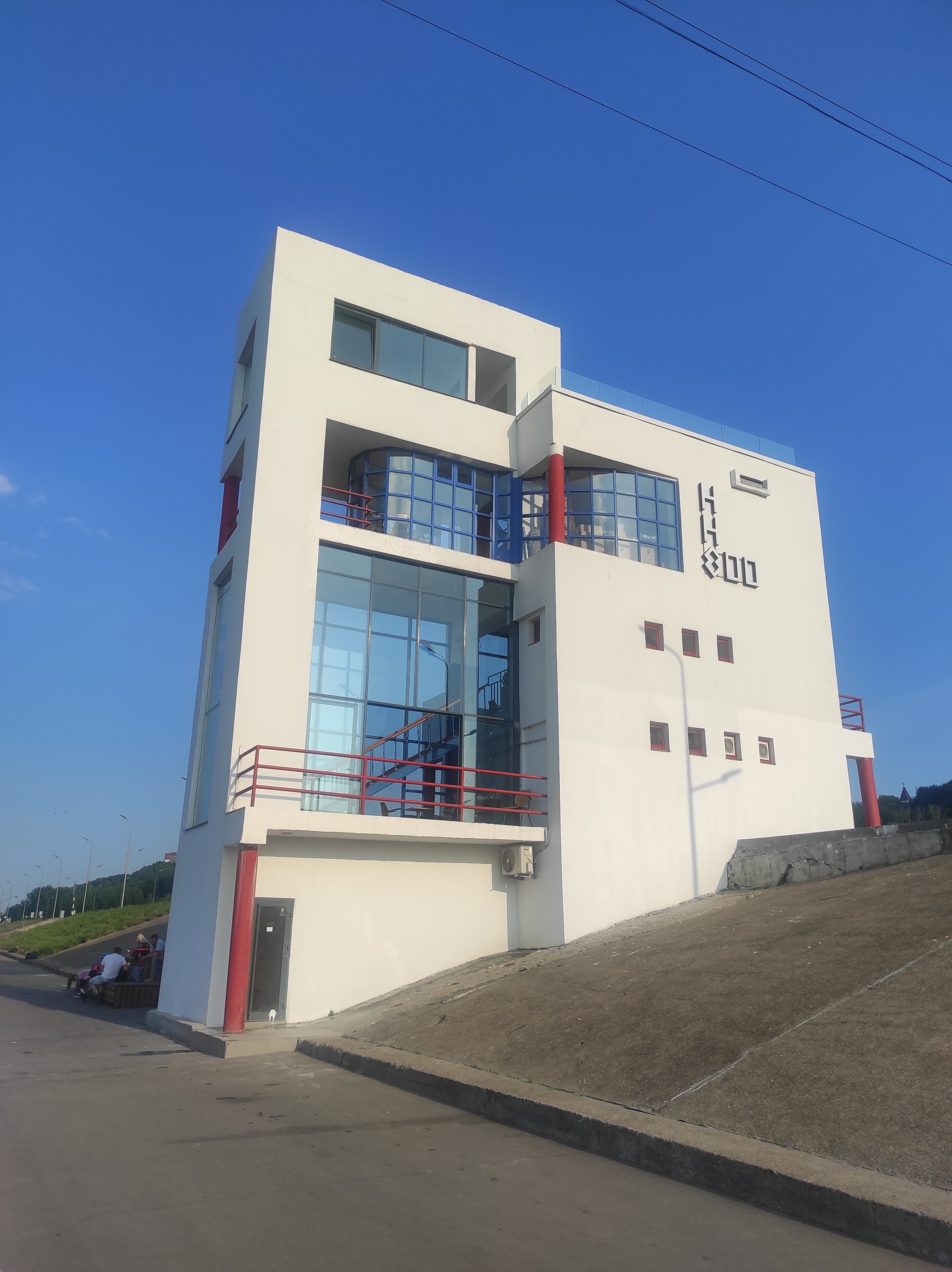
Schiedsrichterturm am Ruderkanal in Nischni Nowgorod, 1988

Der Neokonstruktivismus ist ein zunächst sowjetischer, später russischer Kunst- und Architekturstil, der ab dem letzten Drittel des 20. Jahrhunderts auf dem Territorium der ehemaligen UdSSR und den Staaten des Warschauer Vertrages präsent ist und als eine Ausprägung der Postmoderne angesehen wird.

## Merkmale
Der Neokonstruktivismus ist ebenso wie der Konstruktivismus durch den Vorrang der konstruktiven Basis des Gebäudes gekennzeichnet, die für seine Form (Aussehen) bestimmend ist. Auch die Aufgabe, die notwendigen funktionalen Qualitäten des Gebäudes zu erreichen, wird weitgehend durch die Entwicklung und Verwendung geeigneter Strukturen gelöst. Visuell zeichnen sich sowohl der Neokonstruktivismus als auch sein Vorbild durch die Verwendung einfachster geometrischer Volumen und Schmucklosigkeit aus.
Während viele der charakteristischen Eigenschaften des Originalstils aus der Begrenztheit der damaligen technischen Möglichkeiten entstammten, sind diese Beschränkungen in der heutigen Zeit kaum präsent. So sind die künstlerischen Ausdrucksmittel des Neokonstruktivismus heute Farbe und Details, welche in den 1920ern kaum Anwendung fanden.
Die Fassaden moderner, im neokonstruktivistischen Stil errichteter Bauwerke zeichnen sich im Vergleich zu den Fassaden konstruktivistischer Gebäude aus der ersten Hälfte des 20. Jahrhunderts durch eine höhere gestalterische Vielfalt aus: Bei Wohngebäuden finden beispielsweise eingebuchtete verglaste Loggien, deren Komposition vertikale Streifen bildet, sowie kontrastreiche Farblösungen für einige Teile des Komplexes Anwendung.

## Beispiele
Ein markantes Beispiel für neokonstruktivistisches Bauwesen ist der 1988 nach einem Entwurf der Architekten Juri Karzew und Sergei Kassatkin errichtete Schiedsrichterturm am Ruderkanal in Nischni Nowgorod. Sowohl die Form des Gebäudes als auch die einzelnen Elemente seiner Konstruktion betonen die Aufwärtsbewegung von Stufe zu Stufe. Weitere Komponenten sind Erker, welche mit ihren graduellen Kurven mit den rechteckigen Formen kontrastieren, und Treppen, die den Raum in verschiedenen Winkeln durchschneiden. Die Abstufung der Etagen wird durch Rampen und Terrassen betont.
Das im Jahr 2005 von Alexei Chudin entworfene Bürogebäude „Teledom“, ebenfalls in Nischni Nowgorod, ist in Anlehnung an die abstrakt-geometrische Formensprache der 1920er Jahre konstruiert. Ornamentierung wird durch das Einfügen einfacher geometrischer Objekte wie Würfel oder Quader, erreicht, wobei jedes der Objekte mit einer eigenen Farbe hervorgehoben wird, um den Kontrast zu betonen. Die Gesamtkomposition folgt einem spiralförmigen Pfad.
Neokonstruktivistische Neubauten dienen oft dem Zweck, stilistische Einheitlichkeit in von Gebäuden aus den 1920er und 1930er Jahren dominierten Stadtvierteln zu wahren.